# Pinconning
Pinconning é uma cidade localizada no estado americano de Michigan, no Condado de Bay.

## Demografia
Segundo o censo americano de 2000, a sua população era de 1386 habitantes.
Em 2006, foi estimada uma população de 1333, um decréscimo de 53 (-3.8%).

## Geografia
De acordo com o United States Census Bureau tem uma área de
2,3 km², dos quais 2,3 km² cobertos por terra e 0,0 km² cobertos por água. Pinconning localiza-se a aproximadamente 183 m acima do nível do mar.

## Localidades na vizinhança
O diagrama seguinte representa as localidades num raio de 32 km ao redor de Pinconning.